# Peter Neustädter
Peter Neustädter (russisch Пётр Петрович Нейштетер ‚wiss. Transliteration Pjotr Petrovič Nejšteter‘; * 16. Februar 1966 in Karabalta, Kirgisische SSR, Sowjetunion) ist ein deutscher Fußballtrainer und ehemaliger Fußballspieler. In der Vergangenheit besaß er die kasachische Staatsbürgerschaft und spielte für die kasachische Nationalmannschaft. Auf Vereinsebene war er nach mehreren Jahren bei sowjetischen Vereinen in Deutschland vor allem für den 1. FSV Mainz 05 in der 2. Bundesliga aktiv, bei dem er 2003 nach fast zehn Jahren als Spieler langjähriger U23-Trainer wurde. Von 2019 bis Ende Juni 2021 trainierte er die B-Jugend des SV Wehen Wiesbaden, bevor er ab dem 6. Juli 2021 bis zum 29. November desselben Jahres beim 1. FC Kaiserslautern die dortige B-Jugend übernahm.

## Karriere
Neustädter spielte seit 1983 als Abwehrspieler für Zenit Leningrad, ZSKA Moskau, Iskra Smolensk, Dnepr Dnepropetrowsk, Tawrija Simferopol, Kairat Alma-Ata und Spartak Wladikawkas. Mit Dnepr Dnepropetrowsk wurde er 1988 sowjetischer Meister. Er kam 1992 in die Fußball-Bundesliga zum Karlsruher SC und schloss sich 1993 dem Chemnitzer FC an.
Ab 1994 spielte Neustädter für den 1. FSV Mainz 05 als Stammspieler in der Innenverteidigung. Mit den 05ern spielte er in den 1990er Jahren regelmäßig gegen den Abstieg aus der 2. Bundesliga. Unter Trainer Jürgen Klopp kam er ab 2001 seltener zum Einsatz und verpasste mit der Mannschaft schließlich in den Jahren 2002 und 2003 jeweils knapp den Aufstieg in die Bundesliga. In der Aufstiegssaison 2003/04 hatte er nur noch ein Spiel für die erste Mannschaft in der Hinrunde absolviert. Er beendete danach seine Profilaufbahn und war bis 2006 noch als Spielertrainer in der zweiten Mannschaft aktiv.
In Deutschland absolvierte Neustädter 16 Bundesligaspiele für den Karlsruher SC, 18 Spiele in der zweiten Fußball-Bundesliga für den Chemnitzer FC und 239 Spiele für den 1. FSV Mainz 05; er erzielte neun Tore, allesamt für die Mainzer. Zweimal gelangen Neustädter dabei zwei Treffer in einem Spiel.

## International
Neustädter wurde als Russlanddeutscher (genauer Kirgisistandeutscher)  in Kirgisistan geboren. Aufgrund seiner Zeit beim kasachischen Verein FK Kairat Alma-Ata, der nahe an der Grenze zu Kirgisistan liegt, wo er und seine Familie vor dem Wechsel nach Deutschland bei seinen Eltern lebten, war er bis Mitte der 1990er Jahre kasachischer Staatsangehöriger, ehe er als Aussiedler und Spieler des 1. FSV Mainz 05 die deutsche Staatsbürgerschaft annahm.
Er absolvierte 1996 drei Länderspiele für die kasachische Fußballnationalmannschaft.

## Erfolge
Dnepr Dnepropetrowsk
- Sowjetische Meisterschaft: 1988

Spartak Wladikawkas
- Russische Vizemeisterschaft: 1992

## Trainer und Funktionär
Neustädter erwarb 2002/03 seine Trainerscheine. Er übernahm während der Regionalligasaison 2004/05 die zweite Mannschaft des 1. FSV Mainz 05 von Colin Bell, als dessen Co-Trainer er seit 2003 tätig gewesen war. Er stieg mit dem Team am Saisonende in die Oberliga Südwest ab; bis 2006 war er Spielertrainer. Die Saison 2007/08 schloss er mit der Mannschaft als Meister ab und stieg in die Regionalliga West auf. In den Jahren 2003, 2004 und 2005 gewann Mainz 05 II unter Neustädter als Co-Trainer bzw. Cheftrainer den Südwestpokal und qualifizierte sich jeweils für den DFB-Pokalwettbewerb; hier kam man nie über die erste Runde hinaus. Neustädter wurde im April 2010 beurlaubt, als die Mannschaft auf dem 16. Tabellenplatz stand. In seiner Zeit als Trainer spielte von 2006 bis 2008 sein Sohn Roman für die Mainzer zweite Mannschaft.
Am 17. September 2012 wurde er als Nachfolger von Michael Dämgen Trainer des Regionalligisten TuS Koblenz und beendete die Saison 2012/13 auf dem achten Tabellenplatz. Am 21. August 2013 wurde er von der TuS beurlaubt.
Zur Saison 2014/15 wurde Neustädter neuer Sportdirektor des Jugendbereichs von Rəvan Baku FK in Aserbaidschan; im Jahre 2016 übernahm er für drei Jahre den gleichen Posten beim FK Qairat Almaty in Kasachstan.
Ab der Saison 2019/20 war er Trainer der B-Jugend (U-17) des SV Wehen Wiesbaden in der B-Junioren-Bundesliga. Anschließend wechselte er zur Saison 2021/22 zur B-Jugend des 1. FC Kaiserslautern, wo sein Vertrag allerdings wegen Erfolglosigkeit bereits nach nur rund fünf Monaten vorzeitig zum 29. November 2021 aufgelöst wurde.

## Sonstiges
Neustädters Sohn Roman ist ebenfalls Fußballprofi. Er wurde nach Annahme der russischen Staatsbürgerschaft im Jahre 2016 in die Russische Fußballnationalmannschaft berufen. Sein zweiter Sohn Daniel (* 1994) ist nach einigen Engagements bei Regionalligamannschaften in der Oberliga beim 1. FC Bocholt aktiv.
Peter Neustädter lebt in Mainz.